# Min Hjon-pin
Min Hjon-pin (korejsky 민현빈, anglická transkripce: Min Hyun-bin; * 8. února 1989) je jihokorejský reprezentant ve sportovním lezení. Mistr Asie v lezení na obtížnost i v boulderingu, juniorský vicemistr světa a Asie v lezení na obtížnost.

## Výkony a ocenění
- 2010-2014: 4x mistr Asie

### Závodní výsledky
- Mistrovství Asie 2007 7. místo bouldering
- Mistrovství Asie 2008 6. místo bouldering
- Mistrovství Asie 2008 28. místo rychlost
- Mistrovství Asie 2009 20. místo bouldering
- Mistrovství Asie 2013 13. místo obtížnost
- Mistrovství Asie 2016 5. místo obtížnost
- účast na MS a SP[1]
- SH 2013 Cali 4. místo obtížnost